# Psapharochrus comptus
Psapharochrus comptus là một loài bọ cánh cứng trong họ Cerambycidae.